# Musashi (Schiff, 1942)
Das japanische Schlachtschiff Musashi (jap. 武蔵) war als zweites Schiff der Yamato-Klasse eines der beiden größten, am schwersten bewaffneten und am stärksten gepanzerten Schlachtschiffe, die jemals gebaut wurden. Ihre schwere Artillerie hatte mit 46 cm das größte bisher auf Schiffen verwendete Kaliber bei Hinterladergeschützen. Benannt war es nach der früheren Provinz Musashi. Das Schiff wurde am 24. Oktober 1944 durch Luftangriffe US-amerikanischer Trägerflugzeuge versenkt.

## Konstruktion und Bau

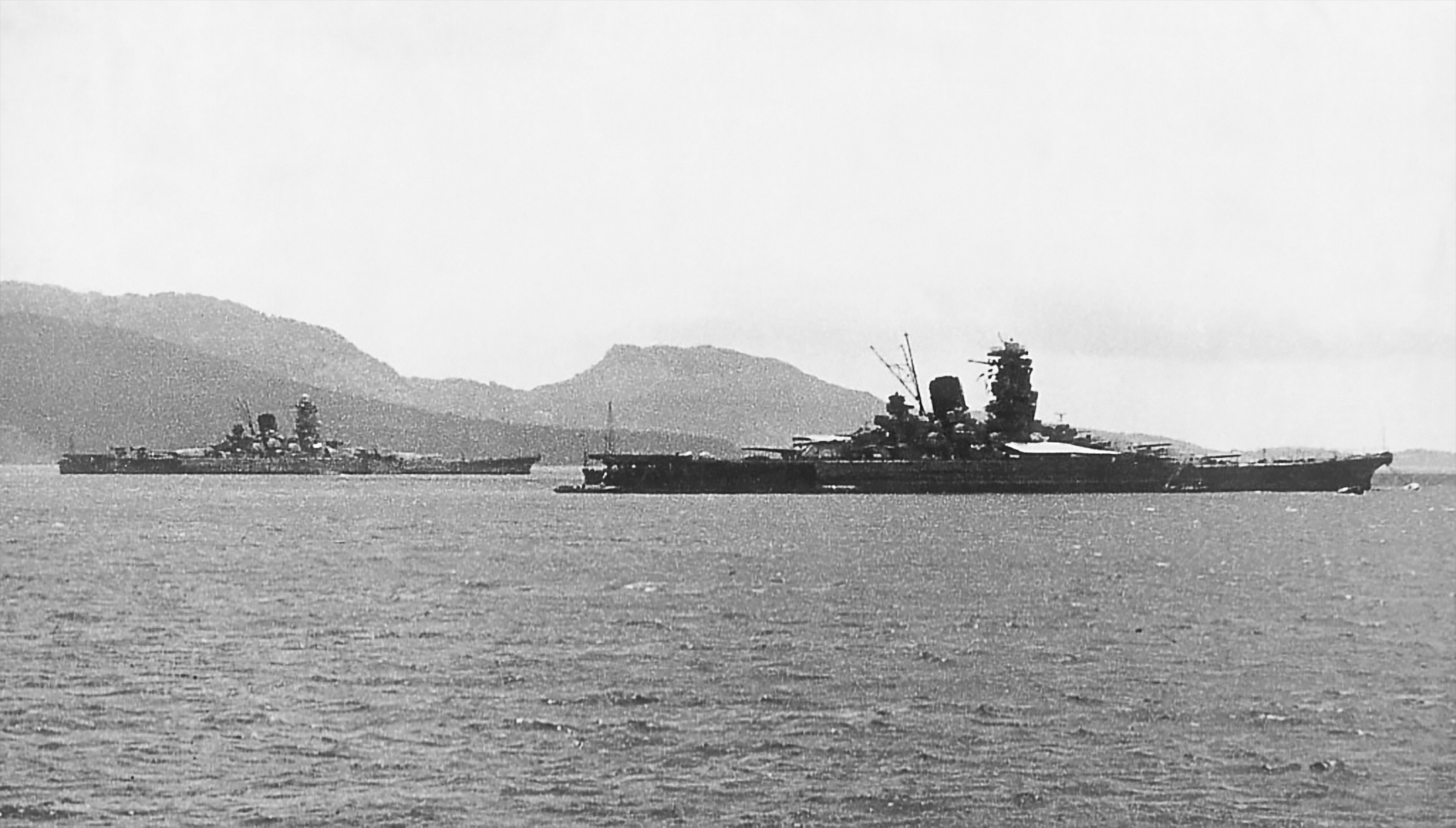
Musashi und ihr Schwesterschiff Yamato im Frühjahr 1943 bei Truk

Die Musashi wurde 1938–1942 auf der Mitsubishi-Werft in Nagasaki gebaut. Benannt wurde das neue „Superschlachtschiff“ nach der alten japanischen Provinz Musashi bei Tokio. Alle mit dem Bau verbundenen Vorbereitungen und der Bau selbst wurden durch umfassende Geheimhaltungsmaßnahmen vor der Öffentlichkeit abgeschirmt. So war die Werftanlage nach außen vollständig von einem Sichtschutz aus Hanfseilmatten umschlossen. Einheiten der Kempeitai bewachten das Gelände, überprüften den Hintergrund der Angestellten und hielten die Anwohner von erhöht liegenden Plätzen der Umgebung fern, von denen aus man die Anlagen hätte einsehen können.
Der Stapellauf fand am 1. November 1940 statt, einem Tag, der wegen seines besonders hohen Wasserstandes durch starke Gezeitenkräfte ausgewählt worden war. Die Zivilbevölkerung der angrenzenden Siedlungen war aus der Umgebung durch eine zur Tarnung angesetzte Luftschutzübung ferngehalten worden.
Der Stapellauf war mit einigen Problemen behaftet, da das Schiff auf einer Helling und nicht, wie die Yamato, in einem Dock gebaut worden war. Das Rutschen des großen Rumpfes auf seinem Weg ins Wasser musste künstlich verlangsamt werden, damit er nicht auf der anderen Seite des Hafenbeckens auf eine Sandbank lief. Trotz dieser Maßnahme löste das Eintauchen ins Hafenbecken eine 1,20 Meter hohe Flutwelle aus. Die Indienststellung erfolgte schließlich nach dem Abschluss der Endausrüstung am 5. August 1942.
Ein äußeres Unterscheidungsmerkmal zur Yamato stellte die Anordnung der Laufwege für die Mannschaft auf dem Achterdeck dar. Während diese mit Linoleumplatten belegten Wege auf der Yamato abgewinkelt (parallel zu den Flugzeuggleisen) verliefen, waren sie auf der Musashi parallel zur Schiffsachse angeordnet.

## Umbauten und Nachrüstungen

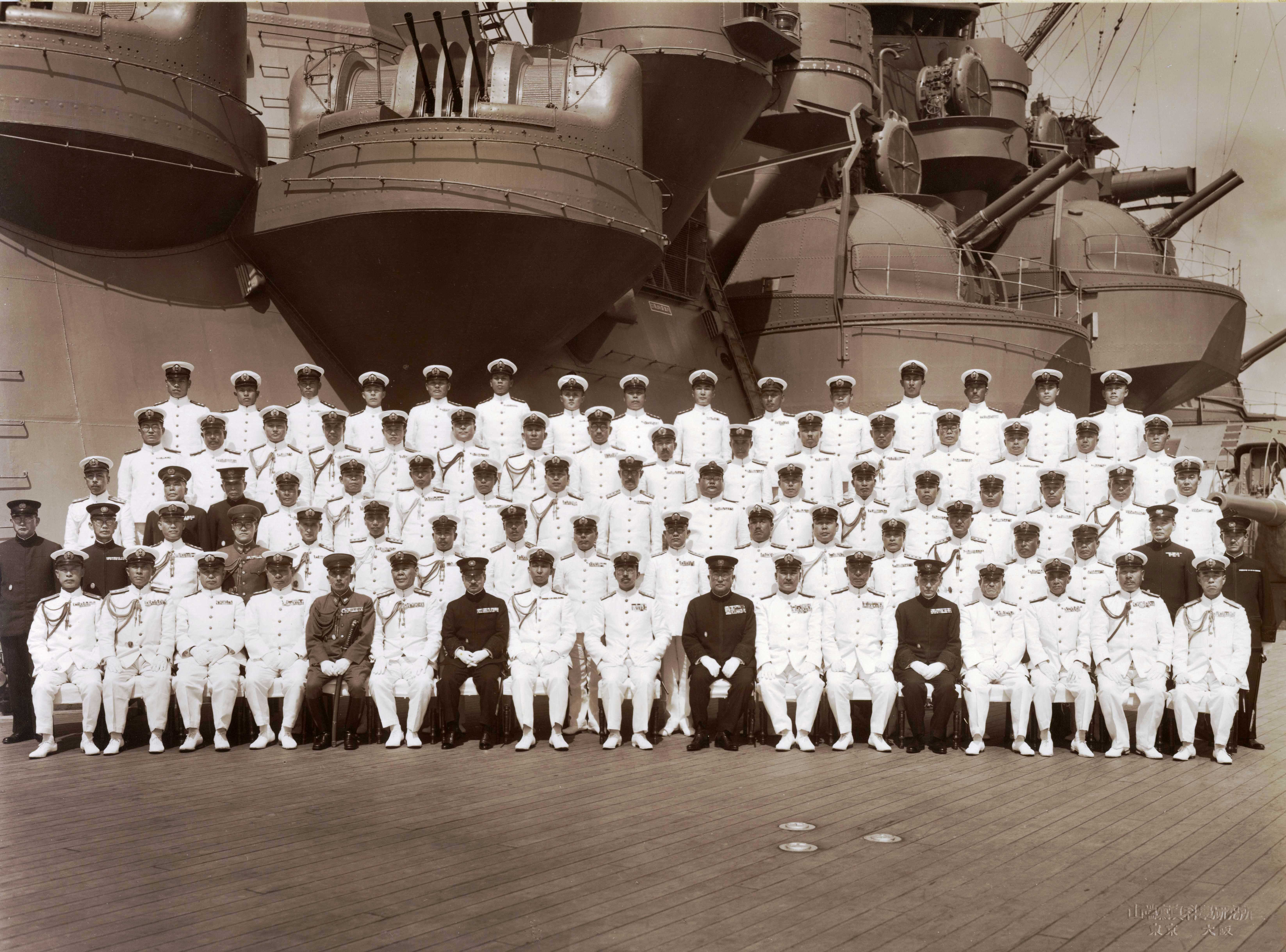
Der japanische Kaiser Hirohito (vordere Reihe in der Mitte) mit Offizieren an Bord der Musashi bei der Marinebasis Yokosuka (24. Juni 1943)

Im Juli 1943 erhielt die Musashi zwei Radarsensoren vom Typ 22 auf beiden Seiten des Brückenaufbaus. Das System basierte auf Magnetron-Technik, hatte eine Reichweite von etwa 24 km zur Entdeckung von Überwasserzielen und arbeitete mit einer Wellenlänge von 10 cm. Es wurde zur Oberflächensuche und Feuerleitung verwendet.
Wie bei anderen japanischen Schiffen auch dachte man nach den schweren Verlusten, welche die japanische Marine 1942 durch Luftangriffe in der Schlacht um Midway erlitten hatte, über Möglichkeiten nach, die Flugabwehrbewaffnung der Musashi zu verstärken und mögliche Verbesserungen bei nächster Gelegenheit umzusetzen.
Die Planungen sahen die Demontage von zwei der vier 15,5-cm-Drillingstürme der Mittelartillerie vor, um Platz für zusätzliche Flugabwehrgeschütze zu schaffen. Auf der dann freien Fläche an Deck wurden zunächst an steuerbord und backbord zwei Anbauten erstellt, die etwa 2,5 Meter hoch waren und sich vom Brückenaufbau am Schornstein entlang bis zum achteren Entfernungsmesser erstreckten. Dominiert wurden diese Anbauten von drei zylindrischen Elementen auf jeder Seite, in deren Mitte je eine 12,7-cm-Zwillingslafette vom Typ 89 für die Flugabwehr eingebaut werden sollte. Dazu kam es jedoch nicht, da die benötigten Waffen zum Zeitpunkt des Werftaufenthaltes im April 1944 nicht verfügbar waren. Auf den Anbauten errichtete man deshalb als Übergangslösung 25-mm-L/60-Typ-96-Maschinenkanonen in Drillingslafetten. Weitere 25-mm-Waffen wurden auf Podesten mittschiffs und an Deck aufgestellt, so dass schließlich 111 Rohre dieses Waffentyps auf dem Schiff montiert waren.
Die exakte Anzahl von in Türmen untergebrachten 25-mm-Waffen und von solchen ohne Schutz ist bis heute nicht abschließend geklärt, da weder aussagekräftige Aufzeichnungen noch genaue Fotografien veröffentlicht wurden. Es existieren mehrere Theorien über die genaue Zusammenstellung der endgültigen Flugabwehrbewaffnung.
Um die Flugabwehrkapazität weiter zu verstärken, wurde ein Teil der Munition für die 46-cm-Hauptartillerie durch eine neu entwickelte Typ-3-Brand-Streumunition (三式焼散弾, san-shiki shōsandan) ersetzt. Während dieses Werftaufenthaltes wurde auch das Radarsystem nochmals überarbeitet; das Typ-22-Radar wurde durch ein neues Modell ersetzt. Am Hauptmast hinter dem Schornstein wurden zusätzlich zwei Typ-13-Systeme zur Suche nach Luftzielen installiert. Diese hatten eine höhere Reichweite als die bisherigen Systeme und konnten Flugzeuge in Entfernungen zwischen 50 und 100 km entdecken.

## Einsätze und Untergang
In der Anfangsphase des Pazifikkrieges wurde die Musashi nicht offensiv eingesetzt, sondern fungierte als Kommandoschiff für diverse Operationen und hatte kaum Feindberührung.
Die Musashi transportierte im Mai 1943 die Asche des getöteten Admirals Yamamoto von Truk nach Japan. Am 19. März 1944 wurde das Superschlachtschiff von einem Torpedo des amerikanischen U-Bootes Tunny getroffen. Die angerichteten Schäden brachten das Schlachtschiff nicht in Gefahr, jedoch wurden 18 Besatzungsmitglieder getötet, und eine Reparatur der Schäden in Japan war notwendig. Zugleich wurde während des Werftaufenthaltes im April 1944 die Flugabwehr umgerüstet.
Das Schiff nahm im Juni 1944 zunächst als Fernsicherung für die Flugzeugträgerkampfgruppe an der Schlacht in der Philippinensee teil und hatte keine Feindberührung.

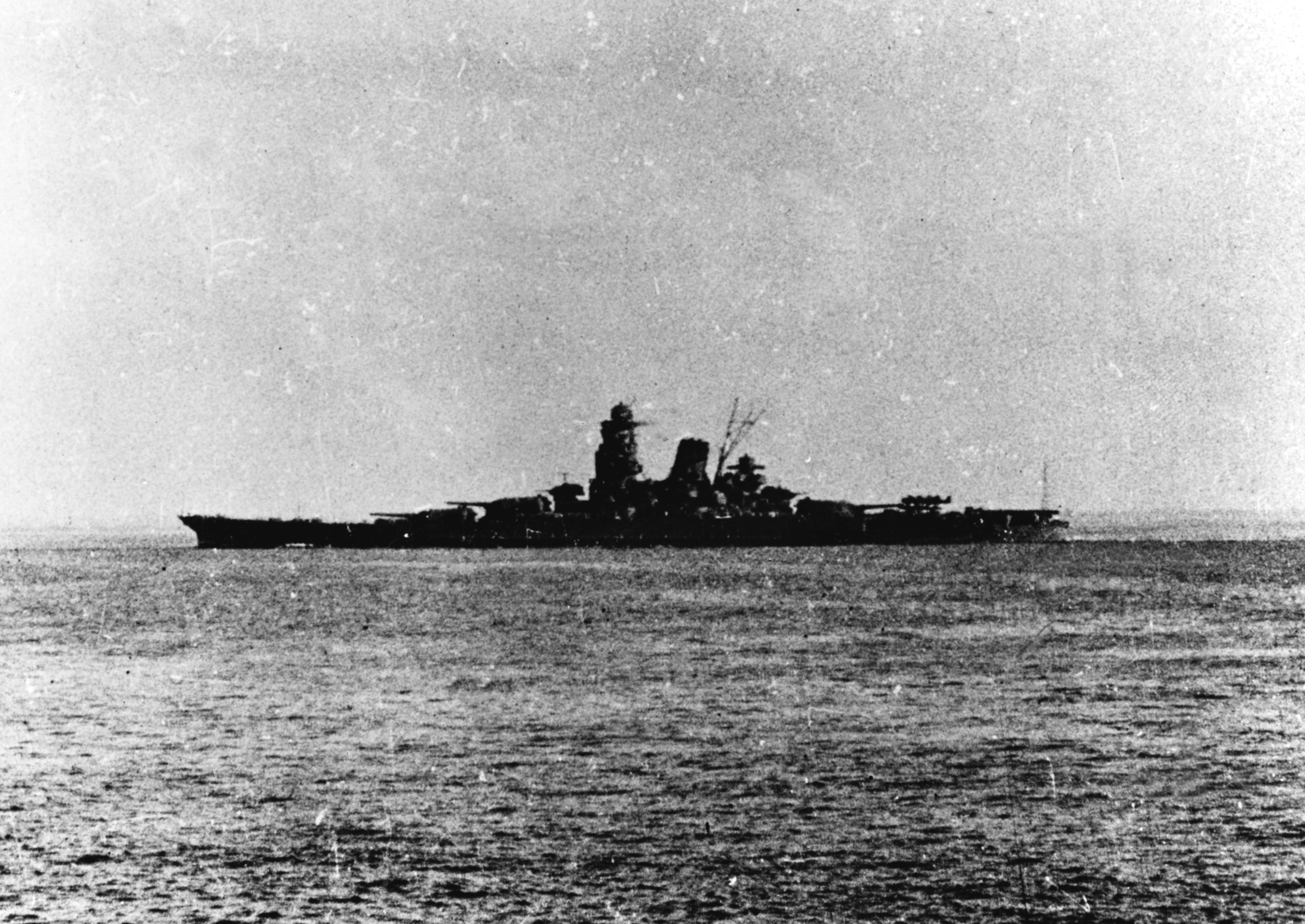
Schlachtschiff Musashi beim Verlassen von Brunei (Oktober 1944)

Sie wurde im Oktober 1944 der japanischen 1. Schlachtschiffdivision zugewiesen, die an der Operation Shō-gō teilnehmen sollte, einem Angriffsplan, der schließlich zur Schlacht im Golf von Leyte führte.
In der Schlacht von Leyte bildete die Musashi zusammen mit ihrem Schwesterschiff Yamato und den Schlachtschiffen Kongo, Haruna und Nagato den Kern der zentralen Kampfgruppe, welche die Landungsschiffe der Amerikaner zerstören sollte, um die Eroberung der japanisch besetzten Philippinen zu verhindern. Der japanische Flottenverband war von Brunei ausgelaufen und hatte Vorbereitungen für den bei Nacht geplanten Durchbruch des amerikanischen Aufklärungsgürtels getroffen, indem auf die Decks der Schiffe eine Mischung aus Wasser und Ruß aufgetragen wurde, die die Funktion eines Tarnanstrichs erfüllen sollte.
Am Morgen des 23. Oktober wurde die Flotte von amerikanischen U-Booten angegriffen. Die Dace versenkte dabei den Kreuzer Maya. Der Zerstörer Akishimo rettete 769 Seeleute der Maya und übergab sie auf die Musashi. Der Verband passierte die Insel Mindoro und lief nach Nord-Osten.
Am Morgen des 24. Oktober erreichte der Kampfverband von Vizeadmiral Takeo Kurita die Sibuyan-See und wurde dort zum Ziel massiver Luftangriffe amerikanischer Trägerflugzeuge. Die Flugzeuge der amerikanischen Task Groups 38.2, 38.3 und 38.4 griffen in Wellen an, die sich aus einzelnen Gruppen zusammensetzten, welche sich, untereinander weitgehend unkoordiniert, selbständig ihre Ziele suchten. Die genaue Anzahl der Angriffe variiert je nach Betrachtungsweise der Historiker, so dass aus vier Wellen, die jeweils gleichzeitig von ihren Flugzeugträgern abhoben, bis zu sechs einzelne Angriffe wurden, da die Gruppen zeitlich leicht versetzt angriffen.
Die Musashi lief 2.000 Meter steuerbord, achteraus der Yamato, die den Kern der japanischen Formation bildete. Nach außen war die kreisförmige Formation durch einen Ring aus Zerstörern abgesichert.
Um 10:00 Uhr erfasste das Radar der Musashi die ersten Gruppen von amerikanischen Kampfflugzeugen, die sich dem Verband von Osten näherten. Die Amerikaner schickten rund 50 Flugzeuge der Typen Grumman TBF Avenger, Curtiss SB2C Helldiver und Grumman F6F Hellcat in dieser ersten Welle.

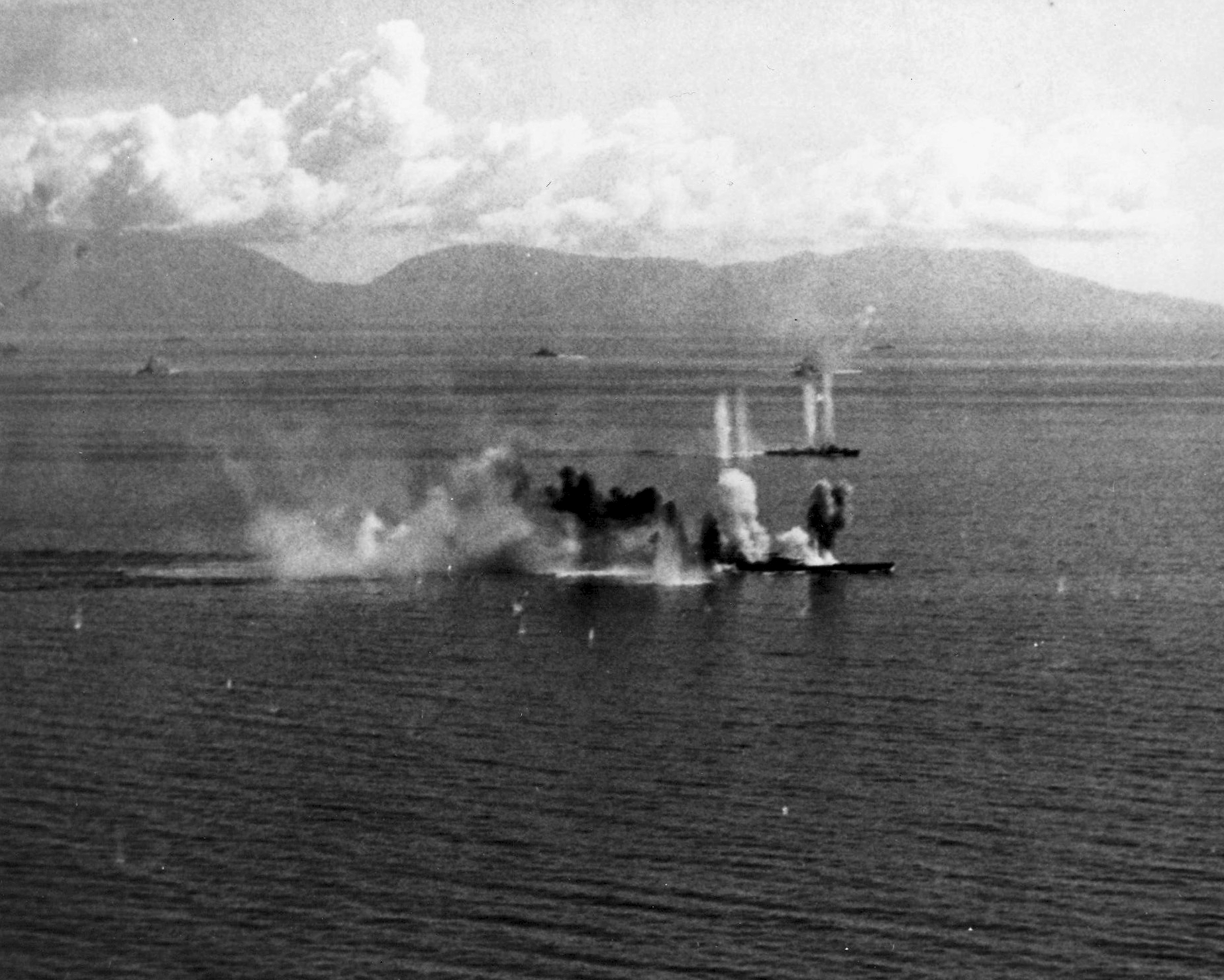
US-Trägerflugzeuge der Task Force 38 greifen am 24. Oktober 1944 die Musashi in der Sibuyan-See an.

Der erste Angriff begann um 10:26 Uhr durch Sturzkampfbomber der Intrepid und Cabot. Die Masse der angreifenden SB2C-Bomber löste ihre 227 kg schweren Bomben aus einer Höhe von 600 Metern aus. Das genügte nicht, um die gepanzerte Zitadelle im Schiffsinneren oder die Panzerung der Hauptgeschütztürme zu durchschlagen. So erhielt Turm A einen Volltreffer, die Bombe prallte jedoch von der Turmpanzerung ab und fiel ins Meer. Vier Bomben explodierten unmittelbar neben dem Schiff und lockerten einige Nietverbindungen am Rumpf. Die Besatzungen der Torpedobomber griffen dagegen schräg von vorn in kleinen Gruppen möglichst von beiden Seiten gleichzeitig an, um die Wahrscheinlichkeit für einen Treffer ihrer Waffen zu erhöhen.
Eine Gruppe anfliegender Torpedobomber wurde zu spät erkannt, und der Torpedo eines Avenger-Bombers traf mittschiffs an Steuerbord. Durch die bereits gelockerten Nietverbindungen an dieser Stelle war der verursachte Schaden, den die 300 kg Torpex-Sprengstoff des Torpedos anrichteten, verhältnismäßig groß, und Wasser drang in das Schlachtschiff ein. Das führte zu einer Schlagseite von 5°. Sie konnte durch die Lenzpumpen reduziert werden. Unter den Mannschaften, welche die ungeschützten Flugabwehrwaffen bedienten, hatte es durch Bombensplitter und Maschinengewehrfeuer bereits Tote und Verwundete gegeben; die Geschwindigkeit des Schiffs konnte aber bei 24 Knoten gehalten werden.
Der zweite Angriff erfolgte ab 12:45 Uhr durch 42 Flugzeuge derselben Flugzeugträger, die schon die Flugzeuge der ersten Welle gestartet hatten. Zwei Fliegerbomben trafen die Musashi. Eine durchschlug das Oberdeck und explodierte in einer Munitionskammer der Flugabwehr, unterhalb der schweren Flugabwehrgeschütze. Die Splitter dieser Bombe beschädigten ein Dampfrohr des darunter gelegenen Maschinenraums Nr. 2, so dass er geräumt werden musste. Infolgedessen stoppte der innere Backbord-Propeller, und die Geschwindigkeit fiel auf 22 Knoten. Zusätzlich trafen drei weitere Torpedos das Schlachtschiff. Insbesondere die Bombentreffer hatten bei diesem Angriff viele Besatzungsmitglieder zwischen Oberdeck und Panzerdeck, in der Munitionskammer und einer Mannschaftsunterkunft getötet. Ein Drittel der Flugabwehrmannschaften war zu diesem Zeitpunkt bereits durch Tod oder Verwundung ausgefallen. Um 12:53 Uhr begann der Angriff der zweiten Gruppe von Flugzeugen aus der zweiten Angriffswelle. Vier Torpedos und vier Fliegerbomben trafen das Schiff. Zwei Torpedos explodierten wieder am Vorschiff, so dass schließlich der überwiegende Teil des Rumpfes vor der gepanzerten Zitadelle, welche die lebenswichtigen Schiffsysteme im Rumpf schützte und bis zu Turm A reichte, überflutet wurde. Der Tiefgang des Vorschiffs erhöhte sich um weitere zwei Meter. Ein Torpedotreffer an Steuerbord mittschiffs bei Spant 138 führte zu einem neuen Wassereinbruch. Eine Fliegerbombe traf bei Spant 138 das Oberdeck und zerstörte mehrere 25-mm-Flugabwehrkanonen. Die Schlagseite konnte durch Gegenfluten schließlich auf 1–2° Steuerbord stabilisiert werden.
Die Verluste bei den leichten Flugabwehrwaffen waren sehr schwer, nur noch 25 % der Waffen waren einsatzbereit, der Rest aufgrund von Zerstörung oder Tod der Bedienmannschaften ausgefallen. Die Reihen der Flugabwehrmannschaften wurden durch die zuvor übernommenen Seeleute des gesunkenen Kreuzers Maya aufgefüllt.
Die Geschwindigkeit fiel, auch infolge des erhöhten Wasserwiderstandes, auf unter 20 Knoten, und die Musashi konnte dem Flottenverband nicht länger folgen und kehrte um. Der Flottenverband führte in der Folge mehrere Kurswechsel durch, die ihn mehrfach wieder in Sichtweite der schwer beschädigten Musashi brachten, zuletzt gegen 18:00 Uhr.

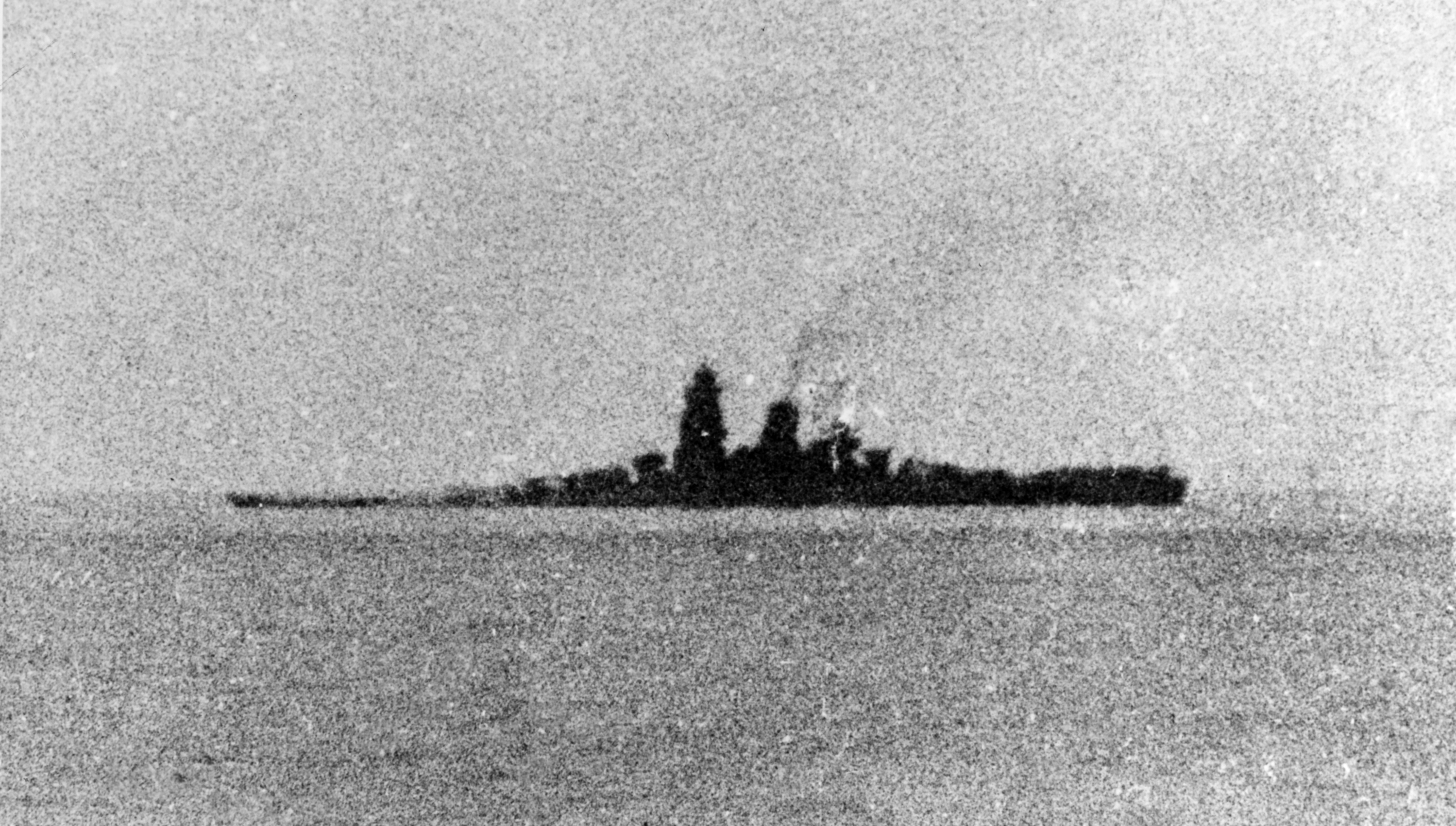
Das letzte Foto der Musashi, gegen 18:00 Uhr vom Zerstörer Isokaze aus aufgenommen. Sie liegt nach dem Ende der Angriffe mit dem Vorschiff tief im Wasser und krängt nach Backbord.

Beim dritten Angriff von etwa 70 Flugzeugen ab 13:30 Uhr erhielt die Musashi zwei weitere Torpedotreffer an Steuerbord und einen an Backbord. Die angreifenden Flugzeuge waren von den Trägern Essex und Lexington gestartet. Eine Fliegerbombe durchschlug das Deck oberhalb des Vorschiffs und explodierte in der vorderen Krankenstation. Ein Großteil des medizinischen Personals und der Verwundeten wurde getötet. Die kritischsten Wassereinbrüche lagen ebenfalls im Vorschiff, wo zwei Torpedos unmittelbar vor dem Torpedowulst explodierten und so besonders schwere Zerstörungen verursachten. Mehrere große Lagerräume in diesem Bereich liefen voll. Der Tiefgang am Bug nahm um weitere zwei Meter zu.
Eine letzte Angriffswelle von etwa 100 Flugzeugen, gestartet von den Trägern Enterprise, Franklin und wiederum von der Intrepid und der Cabot, traf zwischen 14:10 und 14:45 Uhr ein. Ohne das schützende Flugabwehrfeuer des Flottenverbandes und mit langsamer Fahrt war das Schlachtschiff ein leichtes Ziel und wurde von zehn Bomben und elf Torpedos getroffen. Die überwiegende Zahl der Torpedos traf dabei die Backbordseite. Weitere Mannschaften der Flugabwehr starben, eine Bombe zerstörte einen Teil der Brücke und tötete 78 Seeleute, darunter den Navigationsoffizier, den Leitoffizier der Flugabwehr und verwundete Kapitän Inoguchi. Das Vorschiff sackte durch Wassereinbrüche weiter ab, so dass es bereits von Wellen überspült wurde; die Schlagseite erreichte 10° nach Backbord. Durch Gegenfluten konnte sie zunächst auf 6° reduziert werden.
Der Versuch, die Musashi zur nahe gelegenen Küste der Bondoc-Halbinsel zu steuern und dort auf Grund zu setzen oder sie gar in den Hafen von San José auf der Insel Mindoro zu bringen, scheiterte, als die Generatorräume überflutet wurden und der Strom im Schiff ausfiel. Das Vorschiff lag jetzt so tief im Wasser, dass auch jede Möglichkeit, das Schiff zu manövrieren, verlorengegangen war. Der Versuch, die Backbord-Schlagseite durch das Verlagern von Ausrüstung und Besatzung nach Steuerbord und das Fluten eines der Maschinenräume an Steuerbord auszugleichen, schlug fehl.
Um 19:20 Uhr gab der Kommandant schließlich den Befehl, das Schiff aufzugeben. Die Schlagseite hatte sich wieder erhöht und verschlimmerte sich innerhalb von 15 Minuten von 18° auf 30° Backbord. Nach dem Niederholen der Flagge und der Bergung des kaiserlichen Porträts wurde der Befehl gegeben, von Bord zu gehen. Kapitän Inoguchi blieb auf dem Schiff. Noch bevor die gesamte Besatzung das Schiff verlassen konnte, begann die Musashi über den Bug nach Backbord zu sinken. Zwei ihrer vier Propeller drehten sich noch, als sich kurz vor dem Untergang das Heck fast senkrecht aus dem Wasser hob. Es kam zu weiteren Verlusten, als Seeleute vom hoch stehenden Heck ins 40 Meter tiefer gelegene Meer sprangen und sich an den Propellern tödlich verletzten. Kurz nachdem das Schiff gesunken war, ereignete sich eine, nach anderen Zeugenaussagen zwei, schwere Unterwasserexplosionen am Untergangsort.
Die Zerstörer Kiyoshimo und Shimakaze retteten im Verlauf der Nacht letztlich 1376 Seeleute der Musashi. 1023 Besatzungsmitglieder waren ums Leben gekommen. 143 der Überlebenden der Maya starben ebenfalls beim Untergang der Musashi. Mehrere Hundert der geretteten Seeleute wurden später den japanischen Heerestruppen auf den Philippinen angegliedert, die meisten von ihnen kamen 1945 bei der Schlacht um Manila ums Leben.

## Aufarbeitung
- Rückblickend machen einige Experten der Schiffsführung Vorwürfe. Bei der Schadensbekämpfung seien Fehler gemacht worden und Chancen ungenutzt geblieben, in der letzten Hälfte der Schlacht den Auftrieb des Schiffes durch Auspumpen der zuvor zum Gegenfluten mit Wasser gefüllten Räume wieder vergrößern zu können. Die vielen Ausfälle bei den Mannschaften der Schiffssicherung, die zum Teil zerstörte Pumpausrüstung und die schwierige Kommunikation in der letzten Phase der Schlacht machen es allerdings schwer zu beurteilen, ob dies möglich gewesen wäre.[5]
- Die Flugabwehr der Musashi an diesem Tag wird durchgehend als ineffektiv bewertet. Die 12,7-cm-Geschütze verschossen Granaten mit Zeitzünder, um mit den Explosionen in festgelegten Höhen ein Sperrfeuer zu legen. Gegen die kleinen wendigen Trägerflugzeuge blieb diese Technik aber wirkungslos. Die leichten 25-mm-Waffen besaßen dagegen eine zu geringe Reichweite, zu geringe Kadenz und ihre Abwehrwirkung gilt als unzureichend.[6] Die Musashi verfeuerte mehrere Salven Brand-Streumunition mit ihren 46-cm-Geschützen auf die Feindflugzeuge, erzielte damit jedoch keinen Erfolg.
- Die genaue Zahl der Torpedos, welche die Musashi am 24. Oktober trafen, schwankt je nach Quelle zwischen 19[7] und 26.[8] Letztlich besteht jedoch Einigkeit in der Beurteilung, dass die durch die Torpedotreffer verursachten Schäden – 17 Bomben-Voll- und 18 Nahtreffer – jedes Schiff zum sicheren Totalverlust gemacht hätten. Selbst beim Erreichen eines Hafens hätte eine Reparatur der Musashi nicht ausgereicht, sondern man hätte das Schlachtschiff praktisch neu aufbauen müssen. Die große Zahl an Torpedos, die zur Versenkung nötig waren, führte bei den amerikanischen Planern zu der Erkenntnis, dass zukünftige Torpedoangriffe auf große Schiffe am besten nur noch von einer Seite erfolgen sollten, um die Schiffe durch einseitige Wassereinbrüche zum Kentern zu bringen.
- Die Tatsache, dass am 24. Oktober die Musashi die Masse der Luftangriffe auf sich zog und das einzige versenkte Schiff der japanischen Hauptstreitmacht bei diesen Angriffen blieb, trug, in Kombination mit Fehlentscheidungen der amerikanischen Führung, vermutlich entscheidend dazu bei, dass Admiral Kuritas Kampfgruppe am nächsten Tag weitgehend intakt vor Samar auftauchen konnte, um die Sicherungsverbände der Invasionsflotte anzugreifen.[9]

## Wrack
Die letzte bekannte Position der Musashi lag etwa bei 13° 7′ N, 122° 32′ O.
Am 2. März 2015 gab Paul Allen über Twitter bekannt, dass das Wrack der Musashi in ca. 1.100 Metern Tiefe in der Sibuyan-See gefunden worden sei. Allen nutzte seine Yacht Octopus und die zugehörige Tauchausrüstung, um nach der Musashi zu suchen. Nach der Entdeckung des Wracks veröffentlichte er Bilder und Videos, die den aufrecht stehenden Bug, den auf der Seite liegenden Brückenturm und das kieloben liegende Achterschiff zeigen. Der vollkommen zerstörte Mittschiffsbereich des Wracks deutet auf Explosionen der Munitionsvorräte unterhalb der Hauptgeschütze während des Sinkens hin.

## Belege und Verweise